# 紀元前578年
紀元前578年（きげんぜん578ねん）は、西暦（ローマ暦）による年。紀元前1世紀の共和政ローマ末期以降の古代ローマにおいては、ローマ建国紀元176年として知られていた。紀年法として西暦（キリスト紀元）がヨーロッパで広く普及した中世時代初期以降、この年は紀元前578年と表記されるのが一般的となった。

## 他の紀年法
- 干支 : 癸未
- 日本
  - 皇紀83年
  - 綏靖天皇4年
- 中国
  - 周 - 簡王8年
  - 魯 - 成公13年
  - 斉 - 霊公4年
  - 晋 - 厲公3年
  - 秦 - 桓公26年
  - 楚 - 共王13年
  - 宋 - 共公11年
  - 衛 - 定公11年
  - 陳 - 成公21年
  - 蔡 - 景侯14年
  - 曹 - 宣公17年
  - 鄭 - 成公7年
  - 燕 - 昭公9年
  - 呉 - 寿夢8年
- 朝鮮
  - 檀紀1756年
- ユダヤ暦 : 3183年 - 3184年

## できごと

### 中国
- 晋は郤錡を魯に派遣して援軍を求めた。
- 魯の成公が洛陽に赴いた。
- 晋・斉・魯・宋・衛・鄭・曹などの連合軍が秦を攻撃し、麻隧で秦軍を撃破した。
- 鄭の公子班は訾から洛陽の大宮に入ることを求めたが、許可されなかったため、子印と子羽を殺して、市に陣を張った。鄭の子駟（公子騑）は国人を率いて大宮で盟を交わし、公子班を襲撃して火を放ち、公子班とその子弟を殺害した。

## 死去
- 宣公 - 曹の君主